# Andrew Mattei
Andrew Mattei (circa 1848 - 1931) was een Zwitsers-Italiaans wijnbouwer die emigreerde naar Fresno in Californië in de Verenigde Staten.

## Biografie
Mattei emigreerde vermoedelijk rond 1890 naar Fresno, waar hij in 1893 zijn wijnbedrijf Mattei Winery oprichtte. Naast wijn, die hij uitbracht onder de merknaam Mattevista Wines, maakte zijn onderneming ook druivensiroop en brandewijn. Zijn wijngaarden omvatten 80 are bij de opstart. In 1910 was dit al uitgegroeid tot 1.200 are. Rond 1915 werd zijn wijnbedrijf geschat op een waarde van 10 miljoen dollar, waarmee het een van de grootste wijnbedrijven was van de staat Californië. Uiteindelijk werd zijn wijnbedrijf het grootste van de Verenigde Staten van voor de Drooglegging. Na de dood van Mattei zou zijn Mattei Winery heropleven na de afschaffing van de Drooglegging, tot het in 1962 werd verkocht aan Guild Wineries.
Mattei liet in de binnenstad van Fresno een kantoorgebouw oprichten, de Mattei Building. Het gebouw was het zevende hoogste gebouw van de stad.
Mattei's dochter Eleanor Theodolinda Mattei huwde met botanicus Henry Allan Gleason. Hun kinderen waren Henry Allan Gleason Jr., taalkundige aan de Universiteit van Toronto, en Andrew Gleason, wiskundige aan de Harvard-universiteit.